# Résolution 980 du Conseil de sécurité des Nations unies
Membres permanents
- Chine
- États-Unis
- France
- Royaume-Uni
- Russie

Membres non permanents
- Allemagne
- Argentine
- Botswana
- Honduras
- Indonésie
- Italie
- Nigéria
- Oman
- République tchèque
- Rwanda

Résolution no 979 Résolution no 981
La résolution 980 du Conseil de sécurité des Nations Unies, adoptée sans vote le 22 mars 1995, après avoir pris note de la démission du juge de la Cour internationale de Justice (CIJ) Sir Robert Yewdall Jennings qui prendra effet le 10 juillet 1995, a décidé que les élections au poste vacant sur la CIJ aurait lieu le 12 juillet 1995 au Conseil de sécurité et lors d'une réunion de l'Assemblée générale lors de sa 49e session.
Robert Yewdall Jennings, un juriste britannique, était membre de la Cour depuis 1982 et son président de 1991 à 1994. 

## Voir également
- Liste des juges à la Cour internationale de justice